# Падингтън в Перу
„Падингтън в Перу“ (на английски: Paddington in Peru) е игрална анимация от 2024 г. на режисьора Дугал Уилсън, сценарият е на Марк Бъртън, Джон Фостър и Джеймс Ламонт, а сюжетът е на Пол Кинг, Саймън Фарнаби и Бъртън. Базиран на историите за Мечето Падингтън, създаден от Майкъл Бонд, той е третият филм от филмовата поредица „Падингтън“ и е продължение на „Падингтън“ (2014) и „Падингтън 2“ (2017). Във филма участват Хю Боневил, Емили Мортимър, Джули Уолтърс, Джим Броудбент, Карла Тус, Оливия Колман, Антонио Бандерас и Бен Уишоу като гласа на Падингтън.
Филмът е в разработка през февруари 2021 г., а заглавието е обявено през юни 2022 г. Това е пълнометражния дебют на режисьора Уилсън. Снимките се проведоха между юли и октомври 2023 г. във Великобритания, Колумбия и Перу.
„Падингтън в Перу“ излиза по кината във Великобритания на 8 ноември 2024 г. в разпространение от „СтудиоКанал“, както и в Съединените щати на 17 януари 2025 г., разпространен от „Кълъмбия Пикчърс“ чрез „Сони Пикчърс Релийзинг“.

## Сюжет
Внимание:  Текстът по-долу разкрива сюжета на произведението (или части от него)!
Падингтън Браун получава писмо от Преподобната Майка, което моли малкото мече да посети леля си в Перу. Семейство Браун с удоволствие се присъединява към Падигтън по време на пътуването му. Въпреки това, пристигайки в Перу, Падингтън открива, че леля Луси му е изчезнала мистериозно и нейното изчезване може да е свързано с търсенето на легендарната златна страна Елдорадо...

## Актьорски състав
- Хю Боневил – Хенри Браун
- Емили Мортимър – Мери Браун
- Маделин Харис – Джуди Браун
- Самюъл Джослин – Джонатан Браун
- Джули Уолтърс – госпожа Бърд
- Джим Броудбент – Самюъл Грубер
- Оливия Колман – Клариса Кабът / Преподобната майка
- Антонио Бандерас – Хънтър Кабът
- Карла Тус – Джина Кабът
- Бен Уишоу – Падингтън Браун
- Имелда Стонтън – Леля Луси
- Хейли Атуел – Мадисън
- Алорея Спенсър – асистентката на Медисън
- Джоел Фрай – пощальона Джо
- Санджив Баскар – доктор Джафри
- Роби Джий – господин Барнс
- Бен Милър – Полковник Ланкастър
- Джесика Хайнс – госпожа Китс
- Саймън Фарнаби – Бари, стюард
- Ела Бруколери – монахинята Росита
- Хю Грант – Финикс Бюканън

## Снимачен процес
Разработката на филма започва през февруари 2021 г. и заглавието „Падингтън в Перу“ е обявено през юни 2022 г. Това е пълнометражният дебют на Уилсън. Снимките започват през юли 2023 г. и приключват през октомври. Провеждат се във Великобритания, Колумбия и Перу.

## В България
В България филмът излиза по кината на 10 януари 2025 г. в разпространение от „Форум Филм България“.

### Нахсинхронен дублаж
| Роля                           | Изпълнител        |
| ------------------------------ | ----------------- |
| Падингтън                      | Христо Димитров   |
| Хенри Браун                    | Явор Караиванов   |
| Мери Браун                     | Елена Бойчева     |
| Джуди Браун                    | ?                 |
| Джонатан Браун                 | ?                 |
| Госпожа Бърд                   | ?                 |
| Самюъл Грубър                  | Христо Чешмеджиев |
| Служител на паспортната служба | Христо Чешмеджиев |
| Клариса Кабът/Майката-игуменка | Елена Грозданова  |
| Хънтър Кабът                   | Стефан Къшев      |
| Джина Кабът                    | ?                 |
| Леля Луси                      | Василка Сугарева  |
| Финикс Бюканън                 | Мариан Маринов    |

| Обработка           | Александра Аудио   |
| ------------------- | ------------------ |
| Режисьор на дублажа | Василка Сугарева   |
| Музикален режисьор  | Красиана Димитрова |